# Чорногородський замок
Чорногородський за́мок — оборонна споруда у містечку Чорногородка, зведена в 1595 році. Зруйнована до 1714 року.

## Історія
З метою захисту від частих татарських набігів в Чорногородці наприкінці XVI ст. Йосифом Верещинським був побудований оборонний замок.
За дослідженням історика М. П. Кучери, замок стояв на острові серед річки Ірпінь, він відмічений на карті Французького інженера Боплана. Очевидно, укріплення замчища споруджене на давньоруському городищі.
Замок був приведений у велике спустошення від частих татарських набігів вже в 1620-х роках. У 1663 році в тутешньому замку Польське військо під предводительством Маховського сім тижнів стояло гарнізоном. У 1666 році московський боярин Шереметьєв ввірвався в Чорногородський замок; але в тім же 1666 році Білоцерківський комендант Стахурський примусив Шереметьєва залишити цей замок, погрожуючи його штурмом. Потім залишив тут невеликий Польський гарнізон з метою попередити ненавмисне заволодіння замком. Але до середини 1670-х років його таки зруйнували.
За Семена Палія в Чорногородці було відбудовано укріплення, яке тепер відоме під назвою «Палієве замковище». Але проіснувало не довго. Вже під час Другого згону перетворилося на руїни. Проте, вали цієї фортеці існували ще в ХІХ столітті.